# 조안 브레즈넌
조안 브레즈넌(Joan Bresnan FBA, 1945년 8월 22일 ~ )는 스탠퍼드 대학 인문학 교수다. 그녀는 어휘기능문법의 이론적 틀의 건축가(로널드 카플란과 함께) 중 한 사람으로 가장 잘 알려져 있다.
1966년 리드 대학에서 철학 학위로 졸업한 후 브레즈넌은 1972년 매사추세츠 공과 대학에서 언어학 박사 학위를 취득했으며 그곳에서 촘스키와 함께 공부했다. 1970년대 초반과 중반에 그녀의 작업은 변형 문법 내의 보완 및 wh-movement 구성에 중점을 두었고, 그녀는 종종 촘스키가 지지하는 입장과 상충되는 입장을 취했다.